# Renault Type CH
Der Renault Type CH war ein frühes Personenkraftwagenmodell von Renault. Er wurde auch 20 CV genannt.

## Beschreibung
Die nationale Zulassungsbehörde erteilte am 19. Januar 1911 seine Zulassung. Es war eine Ableitung vom längeren Renault Type CE und hatte weder Vorgänger noch Nachfolger. 1912 endete die Produktion.
Ein wassergekühlter Vierzylindermotor mit 100 mm Bohrung und 160 mm Hub leistete aus 5026 cm³ Hubraum 22 PS. Die Motorleistung wurde über eine Kardanwelle an die Hinterachse geleitet. Die Höchstgeschwindigkeit war je nach Übersetzung mit 59 km/h bis 89 km/h angegeben.
Bei einem Radstand von 343,5 cm und einer Spurweite von 126 cm war das Fahrzeug 462 cm lang und 155 cm breit. Der Wendekreis war mit 12 Metern angegeben. Das Fahrgestell wog 1100 kg, das Komplettfahrzeug 1700 kg. Doppelphaeton und Roadster sind überliefert. Das Fahrgestell kostete zwischen 15.000 und 15.500 Franc.